# 泰特文冰川

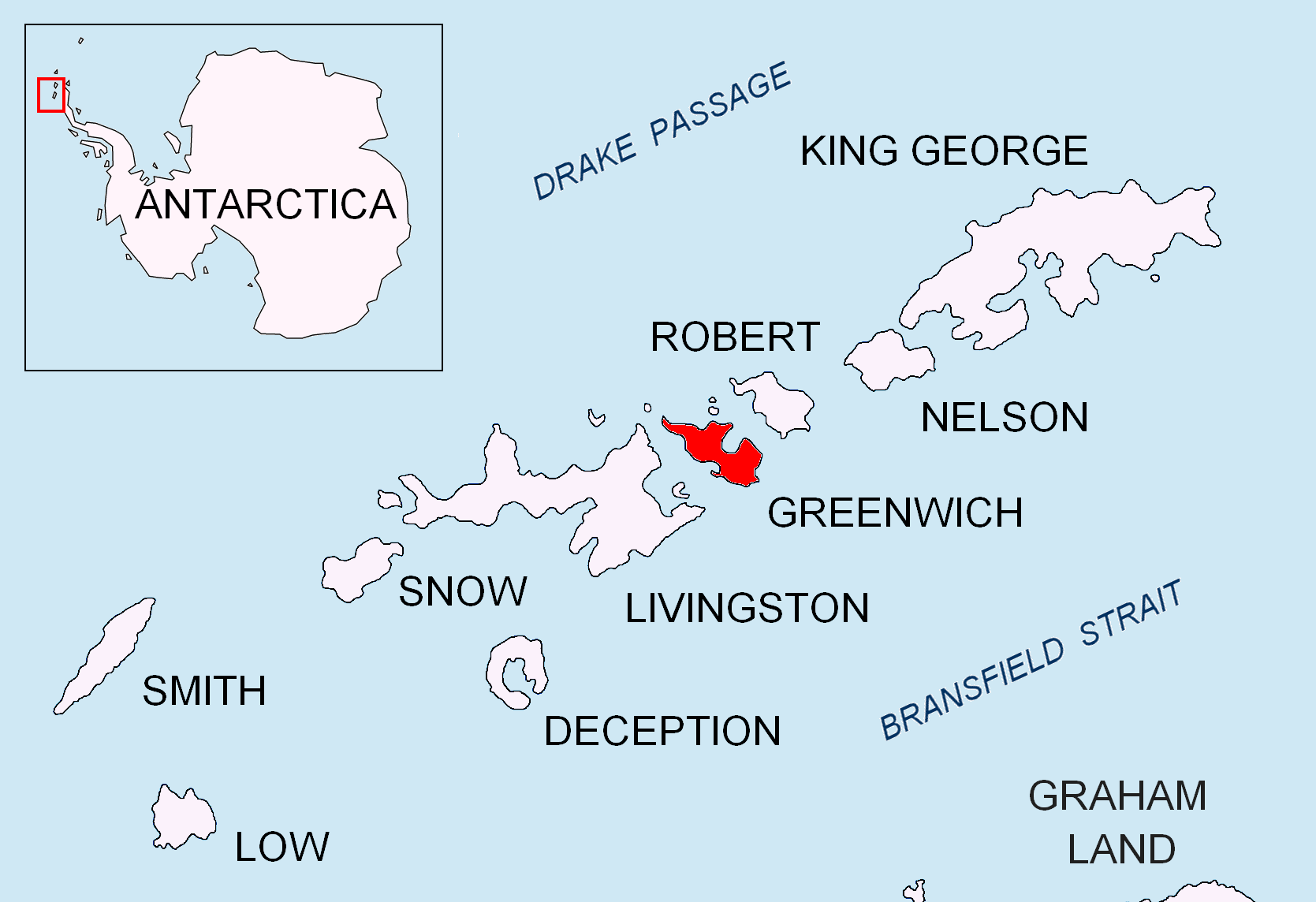

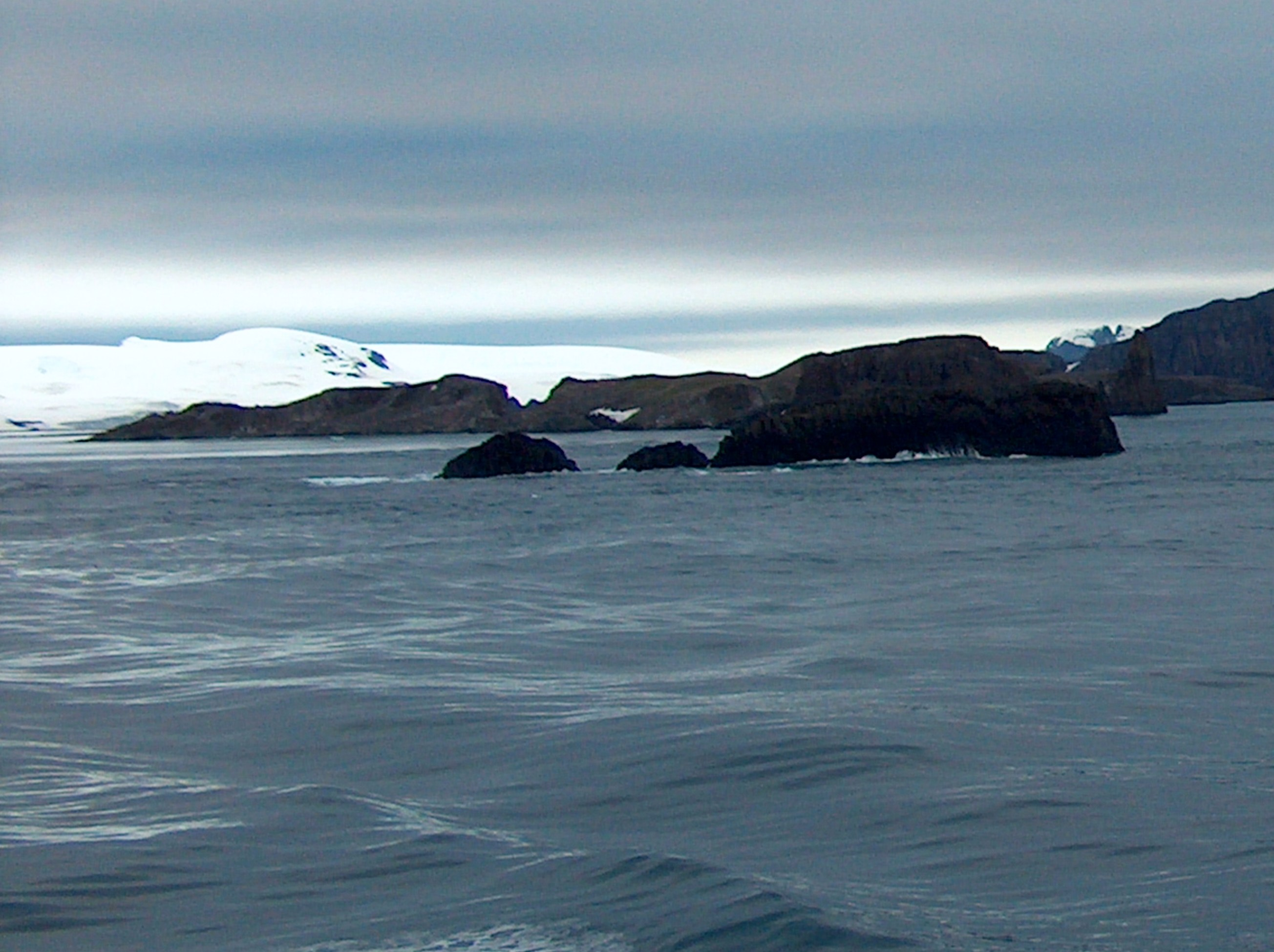

泰特文冰川是南極洲的冰川，位於南設得蘭群島的格林尼治島，長6.5公里、寬3.8公里，最終注入德雷克海峽，該冰川以保加利亞中部的城鎮命名。
62°27′40″S 59°52′20″W / 62.46111°S 59.87222°W

## 外部連結
- SCAR Composite Antarctic Gazetteer（页面存档备份，存于）.